# Coloburiscoides haleuticus
Coloburiscoides haleuticus is een haft uit de familie Coloburiscidae. De wetenschappelijke naam van de soort is voor het eerst geldig gepubliceerd in 1871 door Eaton.
De soort komt voor in het Australaziatisch gebied.